# Burg Wredenhagen
Burg Wredenhagen ist die Ruine einer Höhenburganlage im Ortsteil Wredenhagen der Gemeinde Eldetal im Landkreis Mecklenburgische Seenplatte in Mecklenburg-Vorpommern mit dem dazugehörigen Gutshof.

## Geschichte

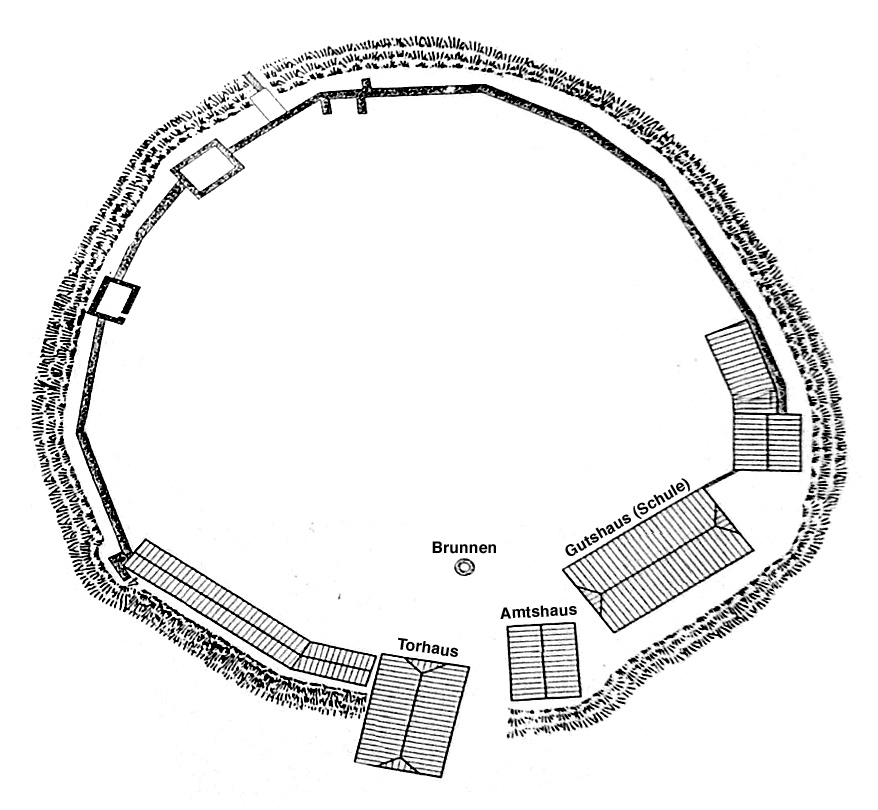
Gesamtplan

Die Burg wurde 1284 als Novum Castrum Wenden (Neue wendische Burg) erstmals urkundlich erwähnt. 1296 war die neue Burg im Besitz der Herren von Werle. Sie war auf einer natürlichen Anhöhe errichtet worden, die zusätzlich mit dem Erdreich des ringsum ausgehobenen Burggrabens noch erhöht wurde, und diente als Grenz- und Schutzburg zur Verteidigung der umliegenden Gebiete.
Das Bauwerk war als nahezu kreisförmiger Mauerring aus Feldsteinen und Ziegeln angelegt. Der einzige Zugang zur Anlage erfolgte durch den Torbau im Nordwesten. In der Burg befanden sich ein runder steinerner Bergfried, außerdem Wohn- und Wirtschaftsgebäude. Das ursprüngliche Wohnhaus der Anlage erhob sich rechts vom Torhaus, auf seinen Grundmauern wurde später das Amtshaus errichtet. Der Bergfried stand links hinter dem Torhaus, von ihm ist heute nichts mehr erhalten. Nach Norden und Osten war der umlaufende Wassergraben von hölzernen Palisaden umgeben, während im Süden und Westen der Mönchsee sowie feuchte Wiesen natürlichen Schutz boten. Vor dem Torbau im Nordwesten der Anlage befand sich eine ebenfalls von Palisaden umgebene Vorburg, die auch die wehrhafte Dorfkirche Wredenhagen und weitere Gebäude umschloss.

### Besitzwechsel und Fürstensitz
Im frühen 14. Jahrhundert kam die Burg zeitweilig an die brandenburgischen Markgrafen. Durch den Rendsburger Vertrag im Pommersch-Brandenburgischen Krieg von 1329 fiel die Anlage dann jedoch wieder an die Herrschaft Werle zurück. Nach der Verpfändung des Landes um Röbel an Herzog Albrecht II. von Mecklenburg 1362 kam sie an die Herren von Flotow auf Stuer. Nach dem Aussterben des Geschlechtes Werle im 15. Jahrhundert gelangte die Burg vollends in den Besitz der Mecklenburger Herzöge. Nach mehreren Verpfändungen war die Anlage im späten 16. Jahrhundert Residenz von Herzog Karl I.

### Hof Wredenhagen als Domanialgut

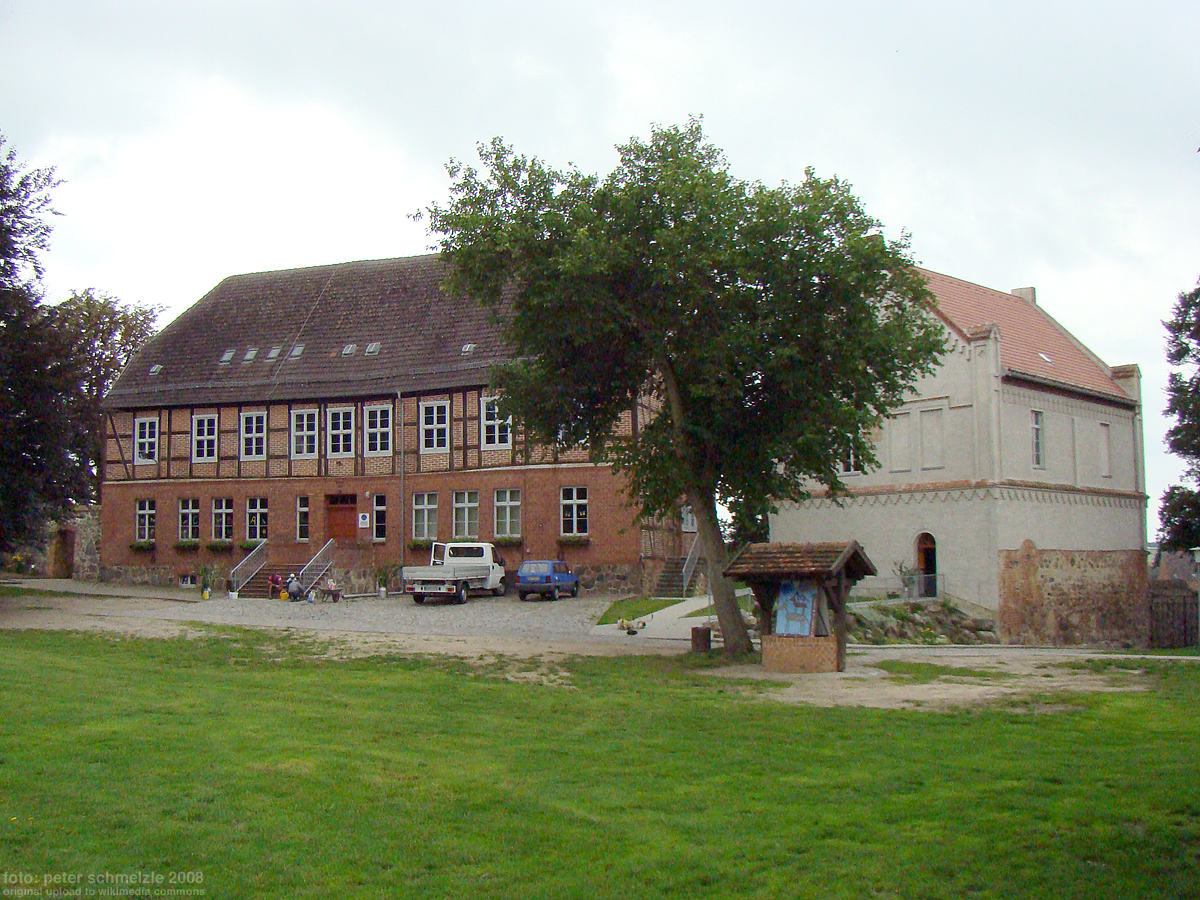
Gutshaus und Amtshaus (Südseite)

Nach 1586 war die Wredenhagener Burg kein Fürstensitz mehr. Anstelle dessen wurde ein herzogliches Domanialamt eingerichtet, von dem aus das gesamte Land Röbel verwaltet wurde. Der zur Burg gehörende landwirtschaftliche Hof Wredenhagen selbst bildete mit den Höfen Hinrichshof und Mönchshof ein gemeinsames Landgut im Domanium des Herzogs, welches auf Zeit verpachtet wurde. Der Grundherr war weiterhin die Landesherrschaft. Zwar stammten die wechselnden Pächter zumeist aus dem umliegenden Niederadel und nahmen ihren Wohnsitz auch auf der Burg, doch ging während der Nutzung als Wirtschaftshof der wehrhafte Charakter der Anlage verloren. Zur Erschließung der umliegenden Weidegründe kam es zu Mauerdurchbrüchen und schadhafte Mauerteile der Wehrmauern wurden nicht mehr instand gesetzt. Vielmehr diente die Ringmauer als Außenmauer für eine Vielzahl von Wirtschaftsgebäuden, die nachträglich in Fachwerkbauweise angebaut wurden.
Im späten 17. Jahrhundert soll Zar Peter der Große auf Burg Wredenhagen das Schmiedehandwerk erlernt haben. Im 18. Jahrhundert wurde unter dem Pächter Johann Heinrich von Brandt das repräsentative heutige Gutshaus errichtet. Während der Reichsexekution kam die Anlage unter preußischen Pfandbesitz. Nach 1840 wurde der Amtssitz nach Röbel verlegt. Das dortige Domanialamt nannte sich fortan „Domanialamt Wredenhagen zu Röbel“. 1888 umfasste Hof Wredenhagen zusammen mit den Gütern Hinrichshof und Mönchshof eine landwirtschaftliche Nutzfläche von 1.589 Hektar und bildete damit den größten landwirtschaftlichen Betrieb im Domanium des Großherzogtums Mecklenburg-Schwerin. Die Güter wurden weiterhin verpachtet. Hof Wredenhagen war in Erbpacht gegeben, Hinrichshof und Mönchshof hatten jeweils einen Zeitpächter. Im 19. Jahrhundert wurde ein Amtshaus auf alten Grundmauern aus dem 14. Jahrhundert errichtet und die Wohngebäude erneuert; später folgte auch noch eine Brennerei und eine Dampfmühle.

### Öffentliche Gebäude
Die Gemeinde Wredenhagen erwarb 1927 die Anlage und richtete dort die Schule ein. Nach dem Zweiten Weltkrieg befand sich das Standesamt in der Burg, später bis 1984 auch ein Kindergarten.
Die Burg beherbergt eine Jagd- und eine Heimatstube. Ein Schulmuseum zeigt einen Klassenraum mit Utensilien seit 1900. In der näheren Vergangenheit waren hier die Freie Burgschule Wredenhagen (Privatschule, integrierte Gesamtschule als Ganztagsschule mit den Klassen 5–10) untergebracht. 

### Adler- und Falkenhof
Von 1998 bis 2006 betrieb der Falkner Marko Loerke auf dem Gelände den Historischen Adler- und Falkenhof Burg Wredenhagen. Betreut wurden die Vögel vom Röbeler Tierarzt Frank Liebig.

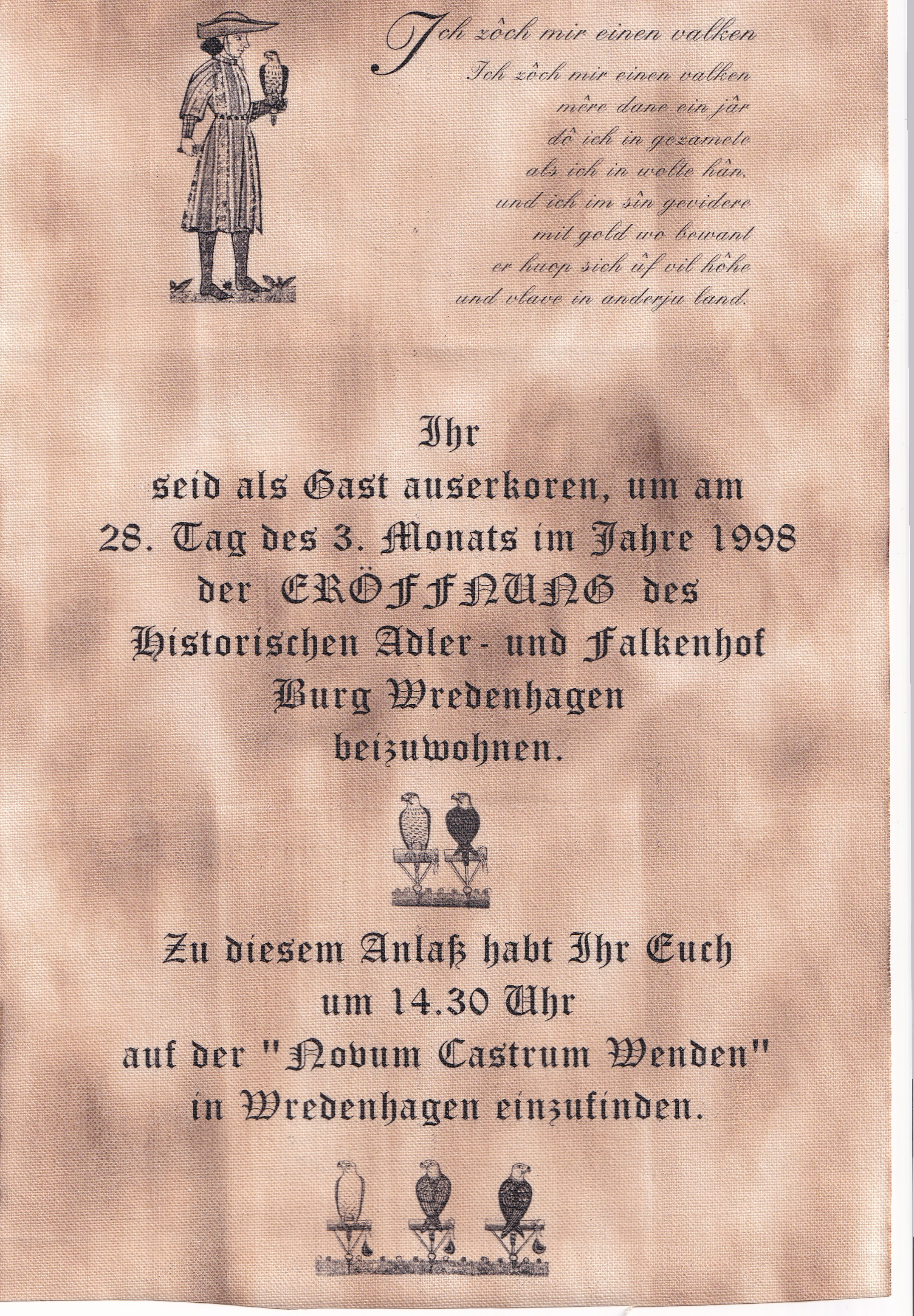
Einladung zur Eröffnung
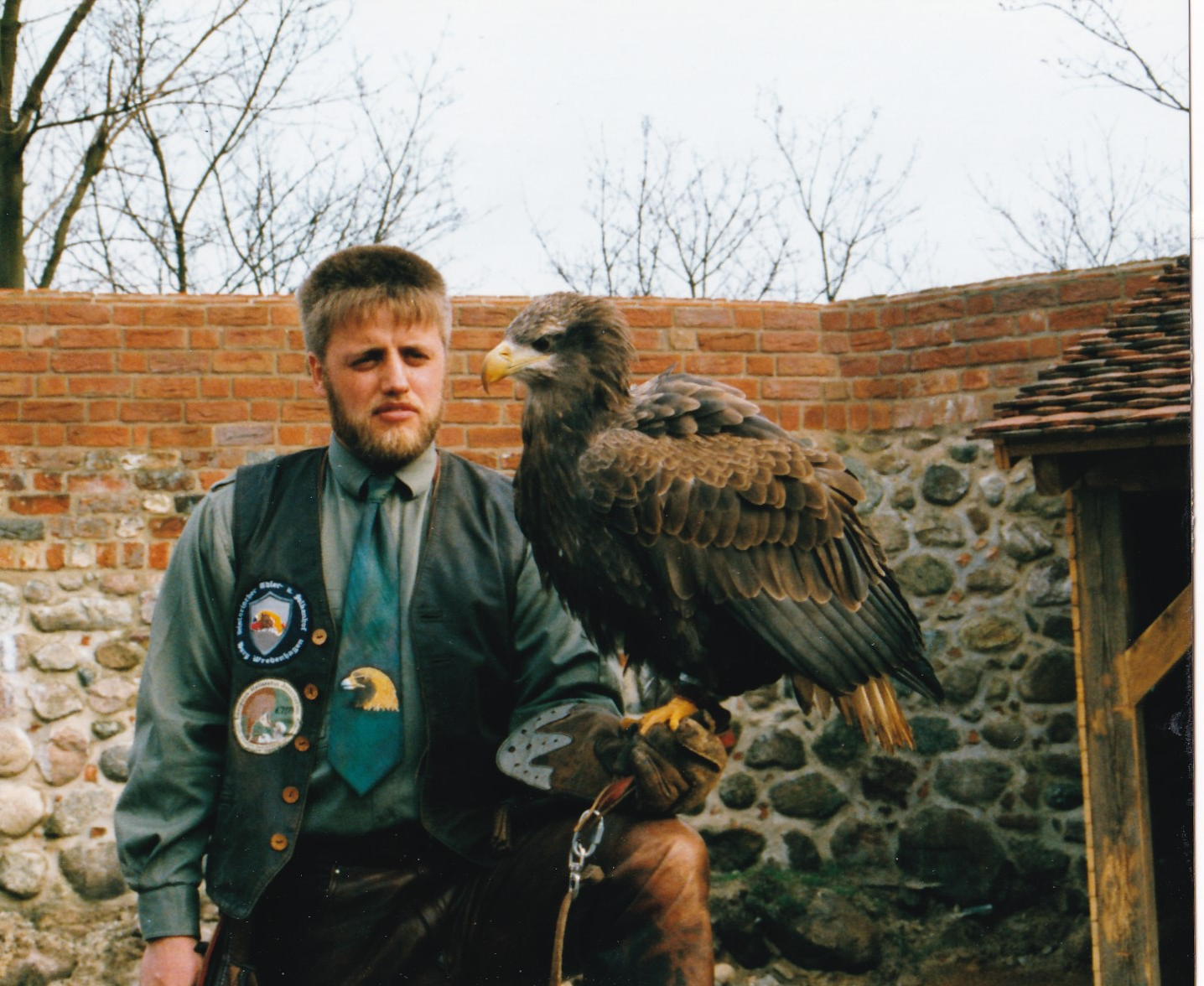
Falkner Loerke mit Seeadler
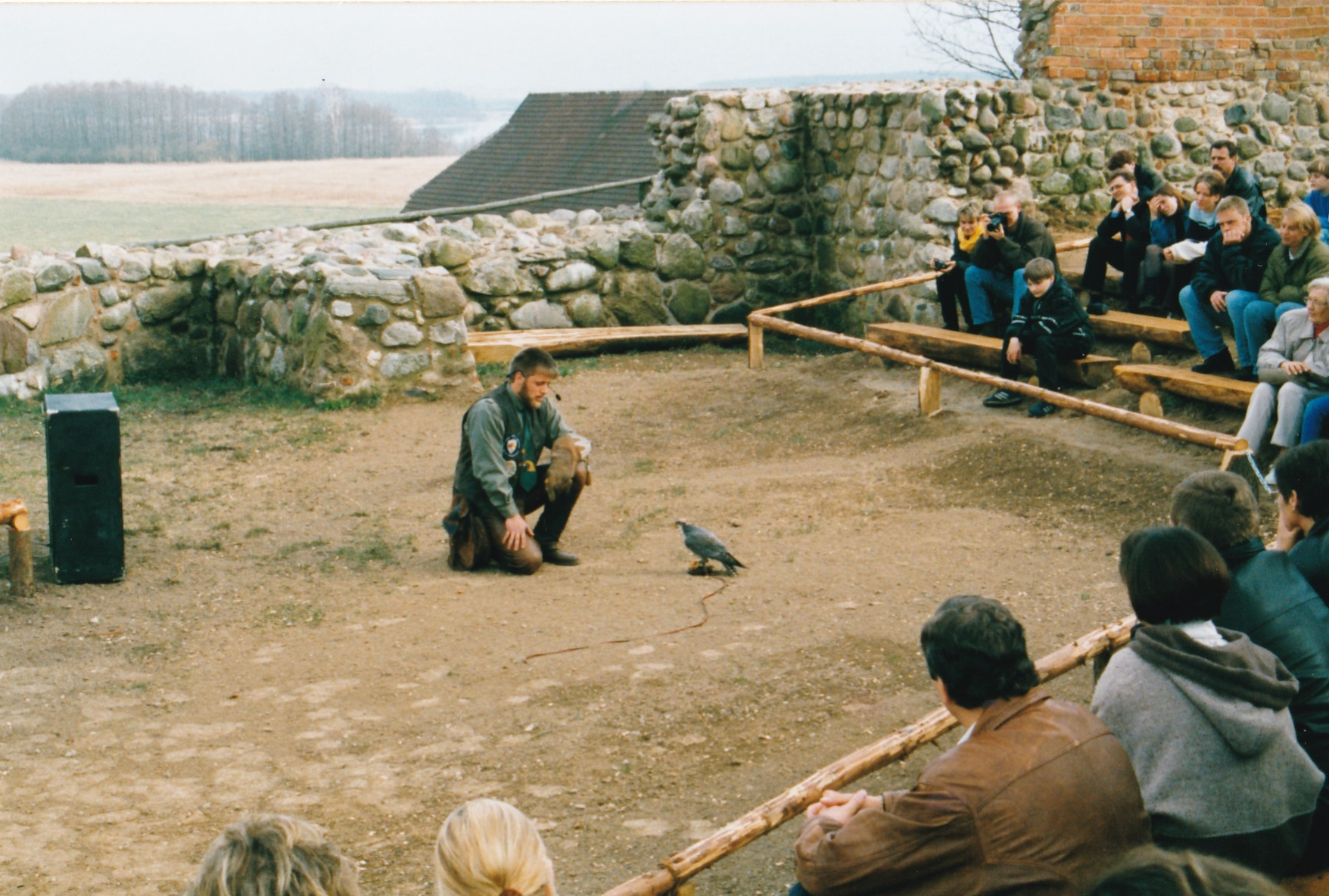
Vorführung eines Lannerfalken
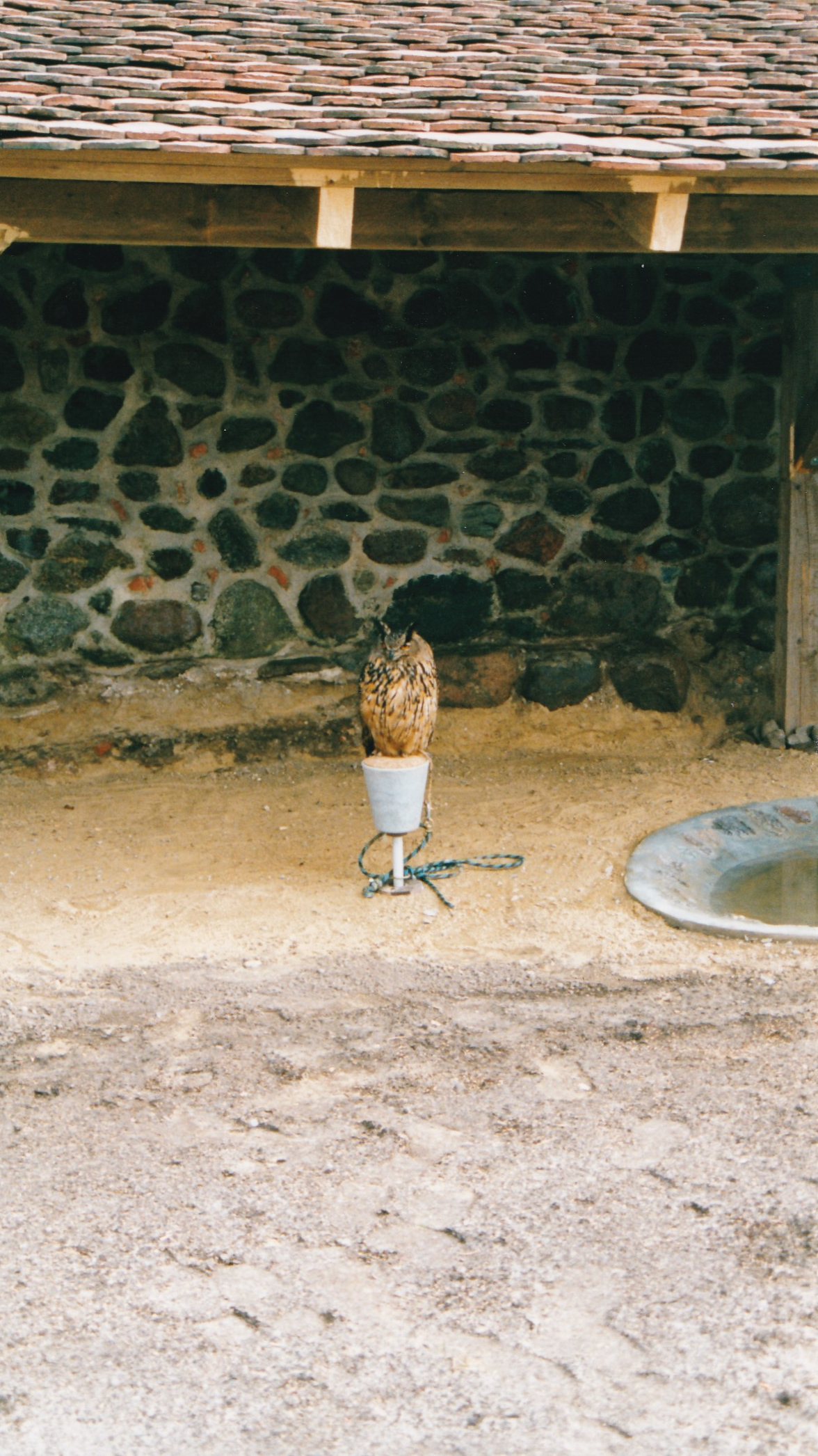
Uhu

### Gemäuerreste
Der umfangreiche Gebäudebestand an baufälligen Stallungen und Wirtschaftsgebäuden wurde in den 1990er Jahren größtenteils abgerissen, so dass die 365 Meter lange Ringmauer wieder weitgehend sichtbar wurde. 1992/93 erfolgte eine umfassende Sanierung der Ringmauer. Nachdem das Torhaus 1997 in einen historischen Zustand zurückgebaut worden war, wurde es im Jahr 2000 als Kulturstätte eingerichtet. Seitdem werden Führungen angeboten. Weitere Renovierungen schlossen sich an, darunter 2003 die Sanierung der Schulräume.